# Riedseltz
Riedseltz – miejscowość i gmina we Francji, w regionie Grand Est, w departamencie Dolny Ren.
Według danych na rok 1990 gminę zamieszkiwało 1029 osób, 103 os./km².